# Adventures of Huckleberry Finn (1884)
Adventures of Huckleberry Finn ('De avonturen van Huckleberry Finn') is een schelmenroman van de Amerikaanse schrijver Mark Twain uit 1884. Het boek, dat wordt gezien als een van de "Great American Novels", is een vervolg op The Adventures of Tom Sawyer en een satirische kritiek op de slavernij in de Verenigde Staten. Het was een van de eerste Amerikaanse romans geschreven in de volkstaal, waarbij personages zich uitdrukken in lokale dialecten. Het boek staat bekend om de kleurrijke omschrijvingen van mensen en plaatsen langs de Mississippi. Het verhaal wordt verteld in de eerste persoon door Huckleberry "Huck" Finn, de beste vriend van Tom Sawyer en de verteller van twee andere Twain-romans.

## Inhoud

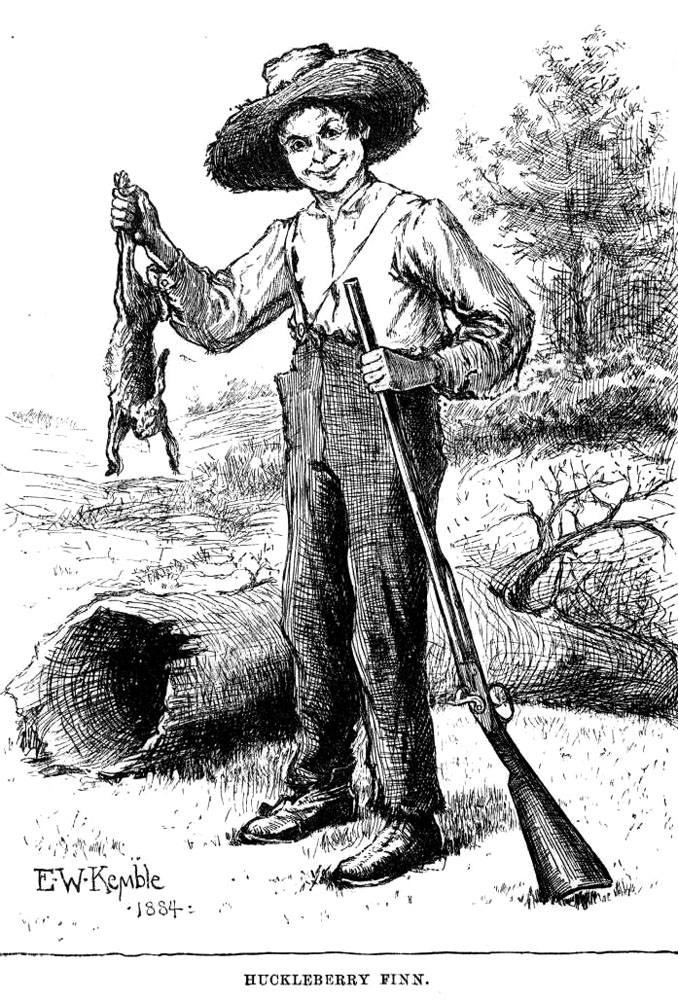
Huckleberry Finn, getekend door E.W. Kemble in de originele editie van het boek.

Het boek begint in het plaatsje St. Petersburg, en gaat verder waar het vorige boek ophield. Tom Sawyer en Huckleberry Finn hebben aan hun vorige avontuur een grote som geld overgehouden. Huck is onder voogdij geplaatst van de weduwe Douglas, die hem samen met haar zussen wat “beschaafder” probeert te maken. Huck waardeert hun pogingen, maar ziet het normale dorpsleven niet zitten. Al vrij vroeg in het boek weet Hucks vader, een dronkaard die zijn zoon mishandelt, de voogdij over hem terug te krijgen. Hij doet dit enkel voor Hucks fortuin. Huck ontsnapt, en vlucht weg over de Mississippi.
Huck leeft hierna een tijdje in de wildernis langs de Mississippi. Hij ontmoet op een eiland Jim, de slaaf van mevrouw Watson, die heeft weten te ontsnappen. Ze reizen samen verder per vlot. Hun vlot zinkt door een stoomschip, en de twee raken elkaar kwijt. Huck belandt bij de familie Grangerford, die al 30 jaar lang een vete heeft met de familie Shepherdson. Hij raakt betrokken bij een bloedige confrontatie tussen de twee families, en kan maar net ontkomen. Hij ontmoet Jim weer en de twee reizen verder.
Verder naar het zuiden redden Huck en Jim twee oplichters. De ene stelt zich voor als de zoon van een Engelse hertog, terwijl de andere beweert de verloren zoon van Lodewijk XVI van Frankrijk te zijn en de erfgenaam van de Franse troon. De “hertog” en de “koning” dwingen Jim en Huck om hen mee te nemen. De twee halen tijdens de reis verschillende streken uit. In hun laatste plan doen ze zich voor als de broers van Peter Wilks, een recentelijk overleden rijke man. De twee hopen zo Wilks' bezittingen over te kunnen nemen. Huck kan niet aanzien hoe de twee de erfenis dreigen af te nemen van Wilks' echte broers en zijn dochters. Daarom steelt hij het geld en verbergt dit in Wilks' grafkist. De hertog en de koning worden ontmaskerd, maar kunnen in de verwarring ontkomen op het vlot, samen met Jim en Huck.
Nog verder naar het zuiden besluiten de oplichters Jim weer als slaaf te verkopen. Huck, die tot nu toe twijfels had over het helpen van Jim omdat hij officieel eigendom was van mevrouw Watson, komt hem te hulp. Jim blijkt in handen te zijn gekomen van een vrouw. Als Huck arriveert spreekt de vrouw hem aan als Tom Sawyer - de vrouw blijkt namelijk de tante van Tom te zijn en ze verwacht dat Tom op bezoek komt. Huck doet zich voor als Tom om zo toegang te krijgen tot het huis. Al snel arriveert de echte Tom bij het huis, maar wanneer hij Hucks plan hoort, besluit hij zich voor te doen als zijn halfbroer Sid en Huck te helpen. Huck bedenkt een ingenieus plan om Jim te bevrijden. Het plan mislukt wanneer Tom tijdens de vluchtpoging in zijn been wordt geschoten, en Jim achterblijft om hem naar een dokter te brengen.
Kort hierop arriveert Toms tante Polly bij het huis, en onthult de ware identiteiten van Tom en Huck. Tom onthult nu dat mevrouw Watson al twee maanden geleden is overleden, en dat ze Jim in haar testament zijn vrijheid heeft geschonken. De reden dat hij dit niet eerder vertelde is dat hij meer zag in Hucks ontsnappingsplan. Jim vertelt Huck ook een nieuwtje dat hij al die tijd voor zich heeft gehouden: Hucks vader is ook overleden.
Aan het eind van het boek besluit Huck verder te reizen naar het territorium van de indianen.

## Belangrijkste thema's
Twains roman belichaamt de zoektocht naar vrijheid. Hij schreef hem in de periode vlak na de Amerikaanse Burgeroorlog toen er een intense reactie kwam van blanken tegen zwarten. Twain bekritiseerde de raciale vooroordelen en toenemende segregatie, lynchpartijen, en de algemeen aanvaarde overtuiging dat zwarten geen echte mensen zijn. Het personage Jim, een zwarte, beeldt hij af als goed, liefdevol en menselijk.
In de loop van het verhaal worstelt Huck met morele conflicten, want de waarden die hij van de samenleving waarin hij leeft ontving botsen met wat hij zelf ervaart. Ten slotte maakt hij zelf een morele keuze gebaseerd op zijn eigen waardering van vriendschap en Jims menselijke waarde en besluit rechtstreeks in te gaan tegen de dingen die hij heeft geleerd. In zijn lezingen stelt Mark Twain: "Een goed hart is een zekerder gids dan een slecht opgevoed geweten" en vervolgens beschrijft hij zijn roman als "... een boek van mij waar een gezond hart en een misvormd geweten in botsing komen en het geweten een nederlaag lijdt."

## Publicatiegeschiedenis
Twain wilde aanvankelijk een boek schrijven over Huck als volwassen man. Hij begon het verhaal met een hoofdstuk dat hij al had geschreven voor De lotgevallen van Tom Sawyer, maar dat nooit in dat boek was opgenomen. De werktitel voor het boek was Huckleberry Finn's Autobiography. Na enkele jaren werk besloot Twain af te zien van zijn oorspronkelijke plan. Na een bootreis te hebben gemaakt over de Mississippi kwam hij met het idee voor de uiteindelijke versie van het verhaal.
Het boek werd op 10 december 1884 gepubliceerd in Engeland en op 18 februari 1885 in de Verenigde Staten. De Amerikaanse uitgave werd vertraagd door een fout in een van de afbeeldingen van het boek, die pas werd ontdekt toen er reeds 30.000 exemplaren waren gedrukt. De fout in de reeds gedrukte boeken moest handmatig worden hersteld.
Het boek werd zeker bij de eerste druk gezien als controversieel, met name vanwege de anti-slavernijboodschap die erin zat.
In 2011 is er grote ophef ontstaan over een gekuiste heruitgave, waarin een aantal woorden zijn aangepast aan de huidige tijd. Zo is het woord 'nigger' (nikker) veranderd in 'slave' (slaaf) en het informele 'injun' veranderd in 'indian' (indiaan).

## Bewerkingen

### Film
- Huck Finn, een film uit 1937 geproduceerd door Paramount
- The Adventures of Huckleberry Finn, een film uit 1939 met Mickey Rooney
- The Adventures of Huckleberry Finn, een film uit 1954 met Thomas Mitchell en John Carradine.
- The Adventures of Huckleberry Finn een film uit 1960, geregisseerd door Michael Curtiz, met Eddie Hodges en Archie Moore
- Hopelessly Lost, een Sovjet-film uit 1972.
- Huckleberry Finn, een musicalfilm uit 1974.
- Huckleberry Finn, een film uit 1975.
- Adventures of Huckleberry Finn'', een televisiefilm uit 1985.
- The Adventures of Huck Finn, een film uit 1993 met Elijah Wood en Courtney B. Vance
- Huckleberry Larry, een VeggieTales-bewerking van Huckleberry Finn bedacht door Big Idea Productions.

### Televisie
- The New Adventures of Huckleberry Finn, een animatieserie uit 1968 die in Nederland vertoond werd in het zondagmiddagprogramma Monitor.
- Huckleberry Finn, een Japanse animeserie uit 1976.
- Huckleberry Finn and His Friends, een televisieserie uit 1979.
- Huckleberry Finn Monogatari, een Japanse anime uit 1994.

### Toneel
- Big River, een musical uit 1985.

## Galerij

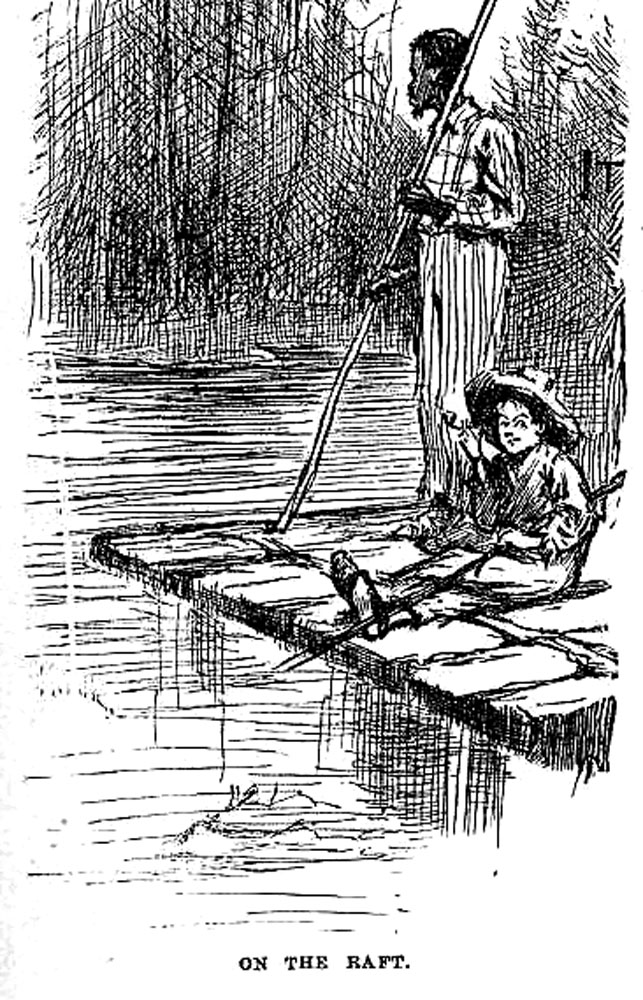
Huckleberry Finn en Jim op het vlot
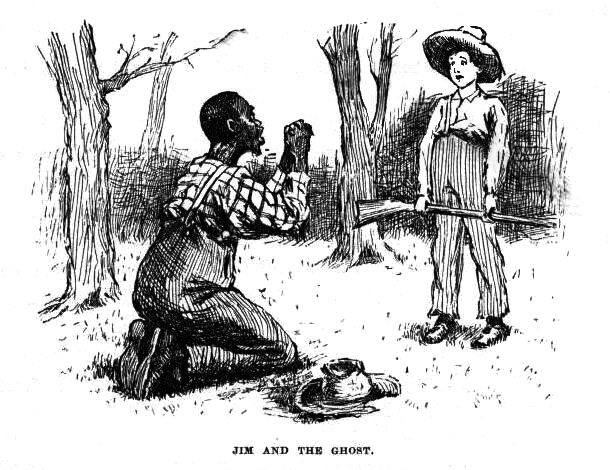
Jim en de geest van Huckleberry Finn

## Nederlandse vertalingen
- De lotgevallen van Huckleberry Finn (Tom Sawyer's makker), vert. A.J. Dragt, 1885
- De lotgevallen van Huckleberry Finn, vert. Elise M. Cameron, 1946
- Verdere avonturen van Tom Sawyer, z.j. [1955]
- De avonturen van Huckleberry Finn, vert. C. van Eijsden, 1960
- De avonturen van Huckleberry Finn, vert. S. Westerdijk, 1980
- De avonturen van Huckleberry Finn, vert. Eugène Dabekaussen en Tilly Maters, 1997 (herzien 2024)
- De avonturen van Huckleberry Finn in makkelijke taal, vert. Frans van Duijn, 2019